# Hampus Mosesson
Hampus Sebastian Viktor Mosesson, född 15 november 1982 i Lunds domkyrkoförsamling, Malmöhus län, är en svensk snowboardåkare. Hans främsta merit är som vinnare av Europas största snowboardtävling Air and Style Games 2005 vid Olympiastadion i München inför 30 000 åskådare.

## Biografi
Mosesson växte upp i Tärnaby. Som ung var han en lovande skidåkare. Efter att ha börjat åka skateboard upptäckte han istället snowboarden. Han kom in på snowboardgymnasiet, blev juniorvärldsmästare i halfpipe och professionell snowboardåkare för Quiksilver inom loppet av några år. År 2005 blev han utvald till Rookie of the Year i USA och nominerad till Transworld Standout Performance. 
Mosessons är systerson till skådespelaren Hans Mosesson och kusin till journalisten Måns Mosesson.